# Chikuzen
Chikuzen (jap. 筑前町 Chikuzen-machi) – miasto w Japonii, na wyspie Kiusiu, w prefekturze Fukuoka. Według danych na rok 2020 miejscowość zamieszkiwało 29 591 mieszkańców , a gęstość zaludnienia wyniosła 441 os./km².